# Филипп I (митрополит Московский)
Митрополи́т Фили́пп I (17 июня 1402, неизвестно —  Москва, 5 апреля 1473) — митрополит Московский и всея Руси.
Избран на первосвятительскую кафедру в 1464 году. В течение десяти лет святитель Филипп I возглавлял Московскую митрополию, с его именем связаны важные церковные мероприятия. Канонизирован Русской православной церковью. Память святителя празднуется 5 (18) апреля, в день его кончины.

## Биография
Родился в Византии в начале XV века. Он был патриаршим клириком-чиновником и жил в Константинополе. При постриге он был назван в честь апостола Филиппа.
Упоминается в 1455 году как епископ Суздальский.
В феврале 1459 года был участником хиротонии Новгородского архиепископа Ионы. В 1461 году участвовал в возведении на Московскую митрополию архиепископа Ростовского Феодосия (Бывальцева).
В 1464 году был единодушно избран в преемники митрополиту Феодосию, который и рекомендовал его как наследника. 11 ноября 1464 года был поставлен на Московскую митрополичью кафедру.
Митрополит Филипп принимал участие не только в церковных делах, но и в делах внутренней политики великого князя Московского. В 1470 году он писал в Новгород грамоту, в которой упрашивает жителей города быть верными Москве, имея в виду на этот раз только политическую сторону дела. Но в том же году обстоятельства заставили его отправить в Новгород и другое послание, в котором он увещевал новгородцев не переходить под власть литовского митрополита и яростно обличал их за интерес к литовскому «латинству».
Митрополит Филипп был против брачного союза Ивана III с униаткой Софьей Палеолог. Официальная великокняжеская летопись утверждает, что именно митрополит венчал великого князя, но неофициальный свод (в составе Летописей Софийской II и Львовской) отрицает участие митрополита в этой церемонии: «венча же протопоп коломенскый Осея, занеже здешним протопопом и духовнику своему не повеле…».
При митрополите Филиппе в Московском Кремле началось строительство нового Успенского собора — главной святыни Русской Церкви. Во время строительства в 1472 году было совершено обретение мощей святителей Петра, Киприана, Фотия и Ионы и установлено празднование в память этого события.
Митрополит был постником и аскетом. После кончины на теле владыки Филиппа были обнаружены железные цепи - вериги, которыми он смирял свое тело. 
Скончался святитель 5 апреля 1473 года в возрасте 70 лет.

## Литературная деятельность
Автор ряда посланий: послания новгородцам о неотъемлемости церковных имуществ, послания в Вятку с призывом помочь Москве в казанских походах 1468—1469 годов, двух посланий в Новгород 1471 году против признания западнорусского митрополита и послания о помиловании новгородцев, подчинявшихся великому князю после поражения на Шелони, послание во Псков
По инициативе Филиппа крещёный еврей Феодор перевёл с еврейского языка книгу «мирских псалмов» (сборник «Махазор»).

## Прославление
27 августа 1479, во время перенесения мощей московских святителей во вновь построенный Успенский собор, было обнаружено, что тело митрополита Филиппа почти не подверглось тлению. Для окончательного подтверждения святости Филиппа недоставало лишь чудесных исцелений возле его гроба, но никаких чудес зафиксировано не было. Вопрос о его канонизации был закрыт. Гробница митрополита Филиппа в Успенском соборе со временем была потеряна. В 2009 году его имя было включено в состав Собора Московских святых в лике святителя, с днями памяти в 5 апреля и 27 мая.

## Комментарии
1. ↑  Указание 1452 года Архивировано 24 сентября 2015 года. не подтверждается источниками.